# Aartsbisdom Toluca
Het aartsbisdom Toluca (Latijn: Archidioecesis Tolucensis) is een rooms-katholiek aartsbisdom met als zetel Toluca, hoofdstad van de Mexicaanse deelstaat Mexico. De aartsbisschop van Toluca is metropoliet van de kerkprovincie Toluca, waartoe ook de volgende suffragane bisdommen behoren:
- Atlacomulco
- Cuernavaca
- Tenancingo

## Geschiedenis
Het aartsbisdom werd opgericht op 4 juni 1950, als het bisdom Toluca, uit delen van het aartsbisdom Mexico, en was suffragaan aan het aartsbisdom Mexico. Op 28 september 2019 werd het verheven tot metropolitaan aartsbisdom. 

## Parochies
Het aartsbisdom had in 2020 een oppervlakte van 4.815 km2 en telde 3.735.122 inwoners waarvan 88,9% rooms-katholiek was.

## Ordinarii

### Bisschoppen
- Arturo Vélez Martínez (8 februari 1951 - 21 september 1979)
- Alfredo Torres Romero (26 juli 1980 - 15 oktober 1995)
- José Francisco Robles Ortega (15 juni 1996 - 25 januari 2003; hulpbisschop sinds 30 april 1991, later kardinaal)

### Aartsbisschoppen
- Francisco Javier Chavolla Ramos (27 december 2003 - 19 maart 2022)
  - Maximino Martínez Miranda (hulpbisschop: 28 oktober 2017 - heden)
- Raúl Gómez González (19 maart 2022 - heden)

Toluca (aartsbisdom) · Atlacomulco · Cuernavaca · Tenancingo